# Neefer Frauenberg

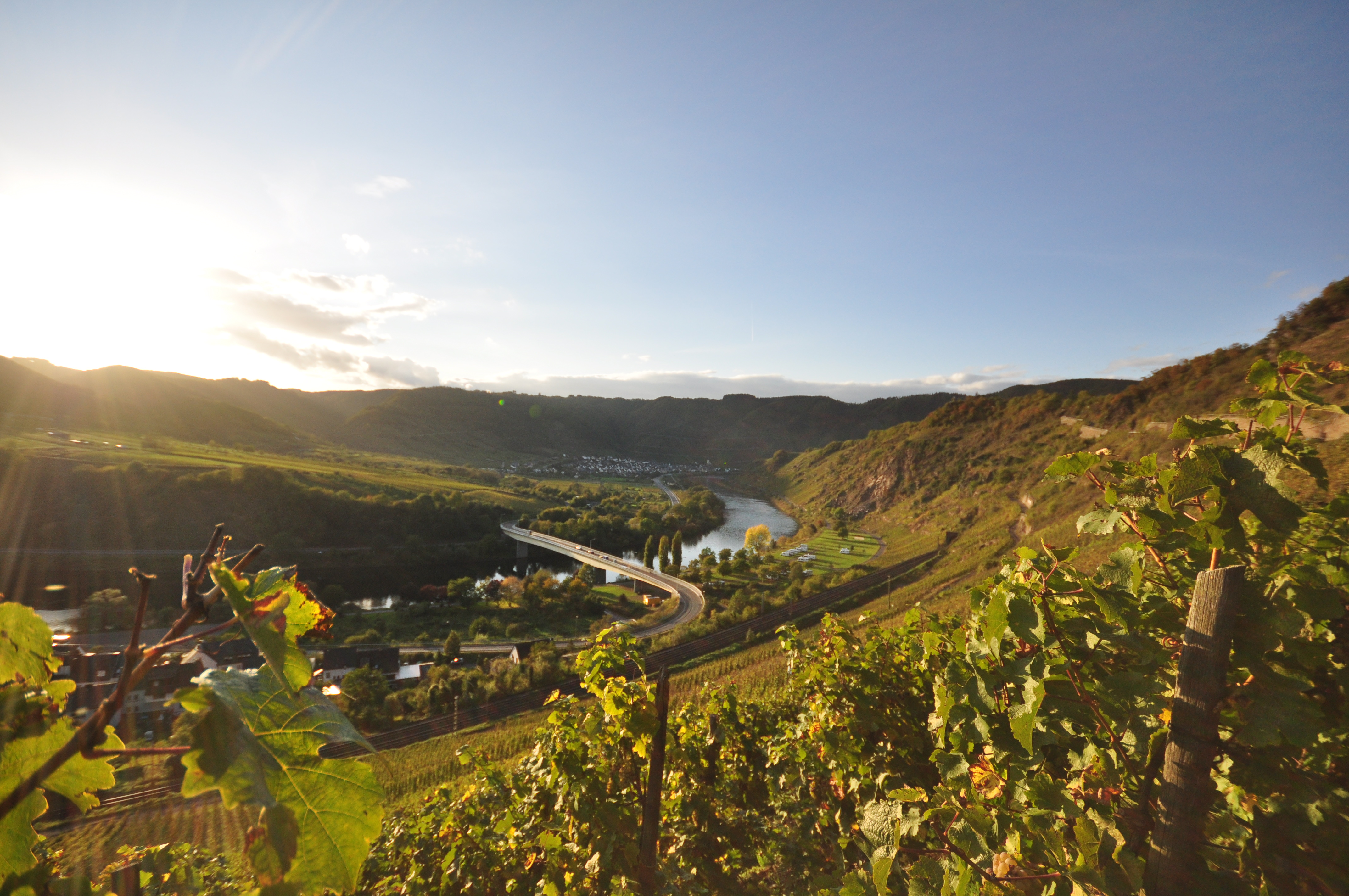
Blick auf den Neefer Frauenberg im Herbst

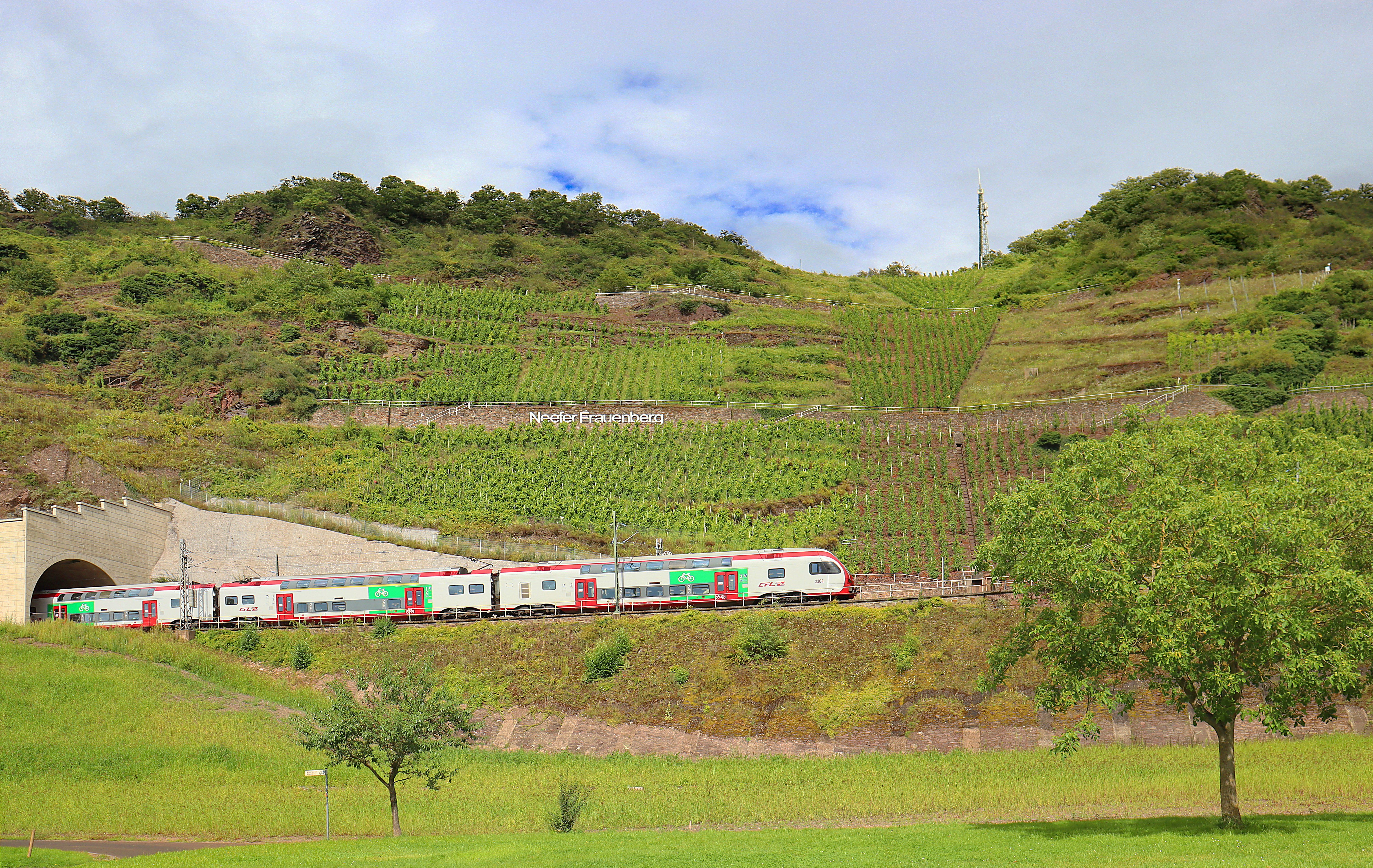
Neefer Frauenberg mit dem Portal des Petersberg-Tunnels

Neefer Frauenberg ist der Name einer Einzellage im Ort Neef an der Mosel (Weinbaugebiet Mosel). Die Einzellage ist Teil der Großlage Grafschaft im Bereich Zell (Untermosel). Der knapp 10 Hektar umfassende Frauenberg ist nach Südsüdwest und Süden ausgerichtet, der Boden besteht vor allem aus grauem Devonschiefer mit braunen Einschlüssen als Rigosol-Regosol aus Lehmschutt teils über anstehender Grauwacke. Nicht ganz so steil wie der benachbarte Calmont, gehört er doch mit seinen oft terrassierten Weinbergen zu den steilsten Weinbergen überhaupt.
Man geht davon aus, dass bereits zu römischer Zeit im Frauenberg Weinbau betrieben wurde. Heute wird wie seit Generationen überwiegend Riesling angebaut, daneben wächst dort auch Spätburgunder. Die Namen weist auf ehemaligen Weinbergsbesitz des Nonnenklosters Stuben in dieser Lage hin. Nach und nach und vor allem im Zuge des 1971er Weingesetzes wurde der eigentliche Frauenberg Richtung Süden ausgeweitet.
Schon in der Mosel-Weinbaukarte von 1897 war der Frauenberg in der Gruppe der besten Weinlagen an der Mosel vertreten. Er gehört zu den Grand Cru-Weinlagen nach Hugh Johnson und auch laut Gault-Millau-Weinführer zu den besten zehn Weinlagen der Terrassenmosel.